# Rutilio Robusti
Rutilio Robusti (Narni, 8 maggio 1893 – 3 dicembre 1979) è stato un politico italiano, sindaco di Narni e presidente della Provincia di Terni dal 1952 al 1960.

## Biografia
Rutilio Robusti nacque nella piccola città di Narni nel 1893 da Restituto Robusti e da Agrippina Ubaldi. Servì il Paese come capitano di artiglieria nella grande guerra e fu decorato con la croce al merito di guerra. A soli ventisette anni fu  vicesindaco di Narni, nel biennio 1920-1922, prima della presa di potere del Fascismo. Abbandonata la politica con l'abolizione del regime democratico, negli anni trenta Robusti fu tra gli antifascisti e come tale fu perseguitato politico. Successivamente alla caduta del Fascismo fu il primo sindaco della Narni liberata, venendo eletto il giorno stesso, coram populo, in cui avvenne la liberazione della città, con l'ingresso degli Alleati, il 13 giugno 1944.
Conservò la carica di primo cittadino di Narni fino all'aprile 1946. Successivamente fu il primo presidente della provincia di Terni ad essere eletto a scrutinio democratico. Mantenne tale ufficio dal 1952 al 1960 per due consiliature. Durante la presidenza di Robusti, la Provincia di Terni prese forma sotto il profilo politico-amministrativo assumendo il ruolo di ente territoriale intermedio. Gli otto anni del mandato amministrativo di Robusti furono fondamentali per definire gli ambiti politici dell’ente provinciale. Diverse furono le questioni che Robusti dovette affrontare: dalla ricostruzione alla crisi economica delle città della provincia e del territorio, alla riqualificazione del sistema sanitario alla rete stradale di competenza provinciale, dall’istruzione superiore all’assistenza sociale, alla definizione di un vero e proprio progetto politico-programmatico per il territorio provinciale. L’insediamento del nuovo Consiglio provinciale si tenne il 12 luglio 1952, in un periodo di grave crisi economica e con gravi scontri politici. Duemila nuovi licenziamenti alle acciaierie, dopo i 1800 dell'inizio del 1948, cui si aggiunsero quelli della Società Bosco e dello Iutificio Centurini. La Provincia di Terni, su decisione di Robusti, istituì una commissione per affrontare la difficilissima situazione prendendo provvedimenti a difesa dell’economia provinciale. È sotto la presidenza di Rutilio Robusti che il turismo cominciò ad essere valorizzato. Nel 1955 nasce il consorzio provinciale per la valorizzazione turistica delle Cascate delle Marmore e del lago di Piediluco. 
Robusti fu anche scrittore, pubblicando, nel 1924, un'opera divulgativa sul territorio, intitolata Narni: guida della città e dintorni.
La città di Narni, valutati i suoi meriti, ha di recente posto, sopra la sua abitazione in Narni, una targa commemorativa.